# Потребител (изчислителна техника)
 За общото понятие вижте Потребител.  
Потребител (на английски: user), компютърен потребител или онлайн потребител в сферата на технологиите и изчислителната техника е потребител, който борави с компютър и използва различни софтуерни продукти и/или интернет. От потребителите по принцип не се очаква да са запознати детайлно с принципа на работа и техническите подробности на софтуерните продукти и системите, които използват.
Потребителят често има свой потребителски профил (на английски: user account), с който се идентифицира онлайн (или „логва“) в системата, на която е потребител. Част от потребителския профил са неговото потребителско име (на английски: user name) и парола (на английски: password). Паролата може да бъде заменена и с други, по-сложни методи за автентикация, като дву- и третостепенни аутентификации, като например с ирисова идентификация или с пръстов отпечатък.
Потребителският профил може да включва и допълнителна информация относно предпочитанията, хобитата и интересите на потребителя. Той може да има адрес на електронна поща за другите потребители, които желаят да комуникират с него, дори телефонен номер, както и персонални данни, като дата на раждане, пол и др.

## В разработката на софтуер

### Краен потребител
Крайните потребители са потребителите на един софтуерен продукт. Терминът се използва за разграничаване на тези, които използват за практическа цел, от разработчиците на системата, които подобряват софтуера с оглед нуждите на крайния потребител. Тази абстракция е преди всичко полезна при проектирането на потребителския интерфейс и се отнася до съответното подмножество от характеристики, които повечето потенциални потребители биха очаквали.
В потребителски ориентирания дизайн се създават идеализирани персони, за да представляват различните видове потребители. Понякога за всяка персона се определя кои видове потребителски интерфейси ще са по-удобни (според предишен опит или присъщата простота на интерфейса), и каква техническа експертиза и степен на знания има в специфични области или дисциплини. Когато на категорията на крайния потребител са наложени няколко ограничения, особено при разработването на програми за употреба от широката аудитория, обичайна практика е да се очакват минимални технически познания и предшестващо обучение на крайните потребители. В този контекст, графичният потребителски интерфейс (на английски: GUI) обикновено се предпочита пред интерфейса с команден ред (на английски: CLI), поради по-високата интуитивност на дизайна.
Разработването за крайния потребител размива разграничението между потребителите и разработчиците. Това означава, че хора, които не са професионални разработчици, създават автоматизирани поведения и комплексни информационни обекти без да имат значителни познания по език за програмиране.

## Онлайн програмистки форуми
В онлайн форумите за програмиране понякога се употребява изразът Oпитни потребители (като на английски: super users или на английски: power users), терминът е въведен (по някаква причина особено за B-users, powerB users) от Майкрософт и според тях тези потребители се отличават от обикновените потребители като имащи специален статус потребители, предполагайки се, че познават по-добре възможностите и техническите характеристики на системите и софтуерните продукти, които използват, като всъщност Майкрософт им гарантира допълнителен достъп и ресурси срещу по-висока цена на продукта.